# Кірова Людмила Сергіївна
Людмила Сергіївна Кірова (нар. 26 жовтня 1955, місто Кам'янець-Подільський, тепер Хмельницької області) — українська радянська діячка, бригадир слюсарів-складальників Кам'янець-Подільського електромеханічного заводу Хмельницької області. Депутат Верховної Ради УРСР 11-го скликання.

## Біографія
Освіта середня.
З 1973 року — слюсар-складальник, з 1984 року — бригадир слюсарів-складальників Кам'янець-Подільського електромеханічного заводу Хмельницької області.
Потім — на пенсії в місті Кам'янець-Подільський Хмельницької області.

## Нагороди
- ордени
- медалі